# Великовіська сільська рада
Великові́ська сільська́ ра́да — адміністративно-територіальна одиниця та орган місцевого самоврядування в Ріпкинському районі Чернігівської області. Адміністративний центр — село Велика Вісь.

## Загальні відомості
Великовіська сільська рада утворена у 1957 році.
05.02.1965 Указом Президії Верховної Ради Української РСР передано Великовіську сільраду Городнянського району до складу Ріпкинського району.
- Територія ради: 35 км²
- Населення ради: 569 осіб (станом на 2001 рік)

## Населені пункти
Сільській раді були підпорядковані населені пункти:
- с. Велика Вісь
- с. Звеничів

## Склад ради
Рада складалася з 12 депутатів та голови.
- Голова ради: Костирко Ірина Миколаївна
- Секретар ради: Балако Любов Миколаївна

### Керівний склад попередніх скликань
| Прізвище, ім'я, по батькові | Основні відомості                                                                       | Дата обрання | Дата звільнення |
| --------------------------- | --------------------------------------------------------------------------------------- | ------------ | --------------- |
| Костирко Ірина Миколаївна   | Сільський голова, 1971 року народження, освіта середня спеціальна, член Народної партії | 26.03.2006   | 31.10.2010      |
| Костирко Ірина Миколаївна   | Сільський голова, 1971 року народження, освіта середня спеціальна, член Партії регіонів | 31.10.2010   |                 |

Примітка: таблиця складена за даними сайту Верховної Ради України

### Депутати
За результатами місцевих виборів 2010 року депутатами ради стали:

#### За суб'єктами висування
| Суб'єкт висування            | Кількість обраних депутатів | %    |
| ---------------------------- | --------------------------- | ---- |
| Партія регіонів              | 6                           | 50   |
| Самовисування                | 3                           | 25   |
| Соціалістична партія України | 2                           | 16,7 |
| Народна партія               | 1                           | 8,3  |

#### За округами
| № округу                     | Прізвище, ім'я, по батькові      | Дата визнання обраним | Освіта  | Партійна приналежність                        | Відомості про обраного депутата                        |
| ---------------------------- | -------------------------------- | --------------------- | ------- | --------------------------------------------- | ------------------------------------------------------ |
| Народна Партія               |                                  |                       |         |                                               |                                                        |
| 9                            | Мажуга Леонід Олександрович      | 01.11.2010            | середня | член Народної партії                          | тимчасово не працює                                    |
| Партія регіонів              |                                  |                       |         |                                               |                                                        |
| 3                            | Василенко Ніна Володимирівна     | 01.11.2010            | середня | член Партії регіонів                          | Великовіська сільська рада, бухгалтер                  |
| 7                            | Велігорська Ольга Миколаївна     | 01.11.2010            | середня | член Партії регіонів                          | ТОВ «Сіверяни», прийомщик молока                       |
| 8                            | Дасюк Галина Михайлівна          | 01.11.2010            | середня | член Партії регіонів                          | ПП «Телеш», продавець                                  |
| 10                           | Балако Любов Миколаївна          | 01.11.2010            | середня | член Партії регіонів                          | Великовіська сільська рада, секретар                   |
| 11                           | Костирко Леонід Миколайович      | 01.11.2010            | середня | член Партії регіонів                          | тимчасово не працює                                    |
| 12                           | Балако Микола Михайлович         | 01.11.2010            | середня | член Партії регіонів                          | ЧГУ водного господарства, оглядач осушувальної системи |
| Соціалістична партія України |                                  |                       |         |                                               |                                                        |
| 2                            | Ісаченко Валентина Вікторівна    | 01.11.2010            | середня | член Соціалістичної партії України            | Великовіська сільська рада, соціальний працівник       |
| 4                            | Велігорський Юрій Васильович     | 01.11.2010            | середня | член Соціалістичної партії України            | філія «Нива» ТОВ ЧУМК, охоронець                       |
| Самовисування                |                                  |                       |         |                                               |                                                        |
| 1                            | Симончук Олександр Володимирович | 01.11.2010            | середня | позапартійний                                 | філія «Нива» ТОВ «Чумак», директор                     |
| 5                            | Мороз Світлана Василівна         | 01.11.2010            | середня | член Всеукраїнського об'єднання «Батьківщина» | тимчасово не працює                                    |
| 6                            | Єгоричева Любов Олександрівна    | 01.11.2010            | середня | позапартійна                                  | ВНЗ, студентка                                         |